# Banca libre

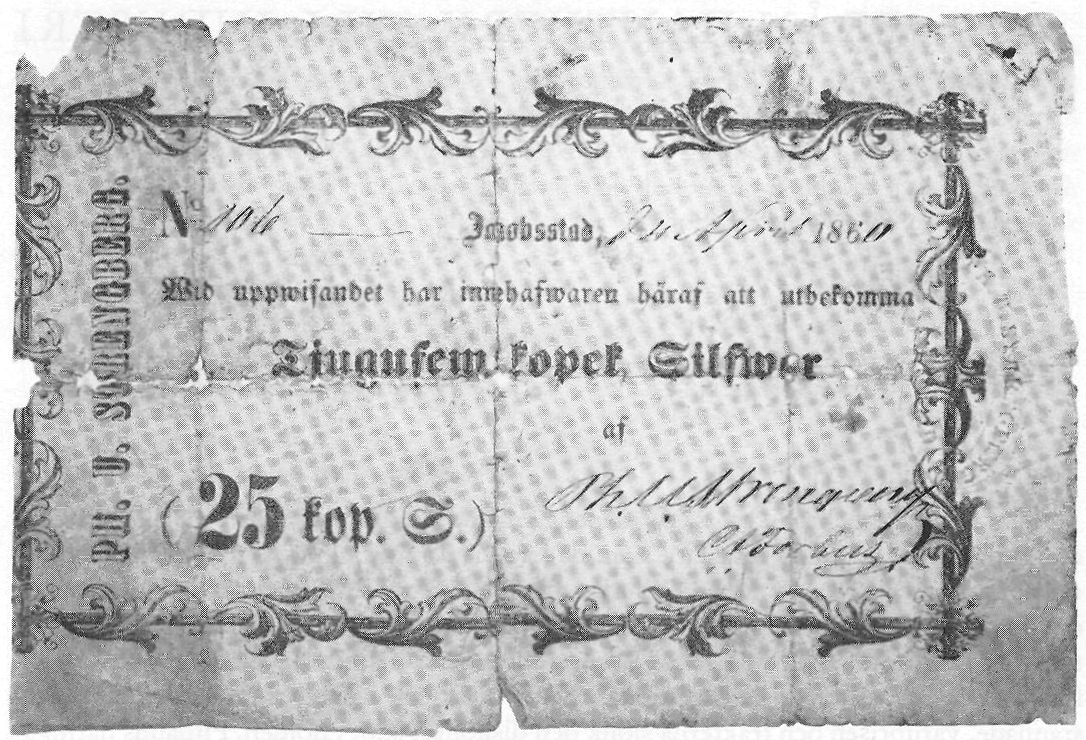
Billete emitido por la compañía tabacalera de Finlandia en 1862

La banca libre es una teoría de la banca en la que los bancos comerciales y las fuerzas del mercado controlan la prestación de los servicios bancarios. En virtud de la banca libre, los bancos centrales y las monedas de curso legal del gobierno no existen, y las regulaciones específicas del gobierno sobre la banca son inexistentes o no son tan estrictas. Los servicios bancarios pueden incluir emisión de billetes, cuentas de cheques, depósitos de aceptación y/o préstamos de dinero.